# 400 Blows (группа)
400 Blows — британская рок-группа, образованная в 1981 году в Кройдоне, Англия, певцом и автором песен Эдвардом Биром, и исполнявшая постпанк/индастриал с элементами рэггей, фанка и африканских влияний. 400 Blows выпустили шесть альбомов, первый из которых, If I Kissed Her I’d Have to Kill Her поднялся до #3 в UK Indie Charts. Сингл «Movin'» в 1985 году достиг #54 в национальном хит-параде.

## История группы
400 Blows были образованы в 1981 в Кройдоне Эдвардом Биром (Edward Beer); группа исполняла танцевальный постпанк с элементами фанка, реггей и диско, созвучный музыке 23 Skidoo и Throbbing Gristle.
Дебютный сингл «Beat The Devil», который критики сравнили с Cabaret Voltaire, привлёк к группе внимание Illuminated Records. Почти сразу же после подписания контракта Бир уволил из состава Скотта Фрезера (Scott Fraser) и пригласил Энтони Торпа и певицу Лию из Tom Boy (Anthony Thorpe, Lea), сохранив за собой полный контроль над творчеством коллектива. Название дебютного альбома If I Kissed Her, I’d Have To Kill Her First вызвало в прессе инсинуации по поводу отношения музыкантам к женщинам. «О, может быть, в сексуальном плане они и привлекательны, но мне не слишком нравится, когда они рядом. Они просто действуют мне на нервы», отвечал на это Бир.
Несколько релизов группы вошли в независимые британские чарты, а единственный раз в национальном хит-параде она появилась с Movin’, кавер-версией танцевального хита группы Brass Construction. К концу 1980-х годов 400 Blows перешли на Warrior Records и стали частью движения acid house.
Торп стал известен в составе Moody Boyz, он также сотрудничал с The KLF.

## Дискография

### Студийные альбомы
- If I Kissed Her I’d Have to Kill Her (1985), Illuminated Entertainment — UK Indie #3[4]
- The Good Clean English Fist (1985), Dojo — UK Indie #17[4]
- Look (1986)
- The New Lords On The Block (1989), Concrete Productions
- Yesterday, Today, Tomorrow, Forever (1989), Concrete Productions
- The Jealous Guy (2006)

### Синглы
- «Beat The Devil» (1982), Concrete Productions
- «Return of the Dog» (1983), Illuminated
- «Declaration of Intent» (1984), Illuminated — UK Indie #24[4]
- Pressure EP (1984), Illuminated — UK Indie #27[4]
- «Groove Jumping» (1984), Illuminated — UK Indie #22[4]
- «Breakdown» / «Jive 69» (1985), Illuminated
- «Runaway» / «Breakdown» (1985), Illuminated
- «Movin'» (1985), Illuminated — UK #54, UK Indie #3[4]
- «G.I.» (1986), Saderal Records, с 23 Skidoo, UK Indie #15[4]
- Let the Music Play EP (1986), Illuminated
- «Champion Sound» (1991), Warrior
- «Play Like A Human» (1991), Warrior
- «Tension Release» (1992), Warrior